# هیو بیلینگتون
هیو بیلینگتون (انگلیسی: Hugh Billington; ۲۴ فوریهٔ ۱۹۱۶ – 1988 (aged 71–72)) بازیکن فوتبال اهل بریتانیا بود.
از باشگاه‌هایی که در آن بازی کرده‌است می‌توان به باشگاه فوتبال چلسی، باشگاه فوتبال لوتون تاون، و باشگاه فوتبال ووستر سیتی اشاره کرد.